# إيلي صنيفر
إيلي صنيفر (15 فبراير 1935 - 30 أغسطس 2005 )، ممثل لبناني. ولد في بلدة الحدث، بدأ حياته الفنية في خمسينيات القرن العشرين من خلال إذاعة وتلفزيون لبنان، قدم العديد من التمثيليات والمسلسلات والأدوار وتعاون سينمائياً مع الأخوين رحباني في فيلمي بنت الحارس وسفر برلك، وتميز مسرحياً في دور مختار المخاتير في مسرحية ميس الريم، وهو من مؤسسي نقابة ممثلي المسرح والسينما والإذاعة والتلفزيون·

## روابط خارجية
- إيلي صنيفر على موقع قاعدة بيانات الأفلام العربية
- إيلي صنيفر على موقع ديسكوغز (الإنجليزية)